# Coûts d'ingénierie non récurrents
Les coûts d'ingénierie non récurrents (Non-Recurring Engineering ou NRE en anglais) désignent les coûts uniques liés à la recherche, à la conception, au développement et aux essais d'un nouveau produit ou d'une amélioration de produit. Ces coûts devront être planifiés et budgétisés dans le plan du projet et comprennent les salaires du personnel du projet, tous les matériaux pour les prototypes, la production des prototypes, la fabrication des produits d'essai, les essais des produits et tous les gabarits et montages consacrés aux essais.
Lors de la budgétisation d'un nouveau produit, les NRE doivent être pris en compte pour analyser si un nouveau produit sera rentable.

## Contraintes
Même si une entreprise ne paiera les NRE qu'une seule fois pour un projet, les coûts des NRE peuvent être prohibitifs et le produit devra se vendre suffisamment bien pour produire un retour sur l'investissement initial. Les NRE ne sont pas comparables aux coûts de production, qui doivent être payés en permanence pour maintenir la production d'un produit. Il s'agit d'une forme de coûts fixes en termes économiques. Une fois qu'un système est conçu, un nombre quelconque d'unités peut être fabriqué sans que le coût des NRE n'augmente. Les NRE peuvent également être formulés et payés par le biais d'un autre terme commercial appelé redevance. La redevance peut être un pourcentage du chiffre d'affaires ou du bénéfice, ou une combinaison des deux, qui doit être incorporée dans un accord à moyen ou long terme entre le fournisseur de technologie et l'OEM.
Dans une entreprise de type projet (fabrication), de grandes parties (voire la totalité) du projet représentent des NRE. Dans ce cas, les coûts NRE sont susceptibles d'être inclus dans les coûts du premier projet, ce qui peut également être appelé recherche et développement (R&D). Si l'entreprise ne peut pas récupérer ces coûts, elle doit envisager de financer une partie de ceux-ci à partir de réserves, éventuellement en prenant une perte sur le projet, dans l'espoir que l'investissement puisse être récupéré grâce à de nouveaux bénéfices sur des projets futurs.
Le concept de NRE à produit complet tel que décrit ci-dessus peut amener à penser que les dépenses NRE sont inutilement élevées. Cependant, les NRE ciblés, dans lesquelles de petites sommes d'argent peuvent rapporter en apportant des modifications aux produits existants, sont également une option à envisager. Une petite modification d'un ensemble existant peut être projetée, afin d'utiliser un sous-composant moins cher ou améliorer ou de remplacer un sous-composant qui n'est plus disponible. Dans le monde des microprogrammes  intégrés, la NRE peut être investie dans le développement de code pour résoudre des problèmes ou pour ajouter des fonctionnalités lorsque les coûts de mise en œuvre ne représentent qu'un très faible pourcentage d'un retour immédiat. Chrysler a trouvé un tel moyen de réparer un problème de transmission en investissant peu dans des microprogrammes informatiques pour réparer un problème mécanique, afin d'économiser quelques dizaines de millions de dollars en réparations mécaniques des transmissions.
Les concepts NRE en tant qu'investissements financiers sont des outils de contrôle des pertes considérés comme faisant partie de l'amélioration des bénéfices de l'industrie manufacturière.